# Данијел Хејл
Данијел „Дени“ Хејл (енгл. Daniel "Danny" Hale) је измишљени лик из америчке ТВ серије Бекство из затвора. Његов лик тумачи Дени МакКарти. Данијел се у серији први пут појављује у првој епизоди.
Данијел је агент тајне службе. Заједно са Полом Келерманом они раде за потпредседницу САД Керолин Рејнолдс. Данијел је завршио војну академију Вест Поинт где је познао Пола. Дениово друштво према Полу осечало се као да су били рођени брата. После академије са добрим оцанама добили су Пол и Данијел понуду да раде за потпредседницу. Њихова мисија је да не дође истина око завере Линколна Бероуза на светло. Пошто је притисак над Данијелом растао и он се бринуо да ће истина доћи на светло, хтео је он Вероники Донован уручити коверат у коме важне имена стоје око случаја Бероуза. Нажалост, није успео да њој преда коверат. У том моменту где је он њој хтео предати, појавио се Пол, који је га убио. 